# Peter von Altenhaus

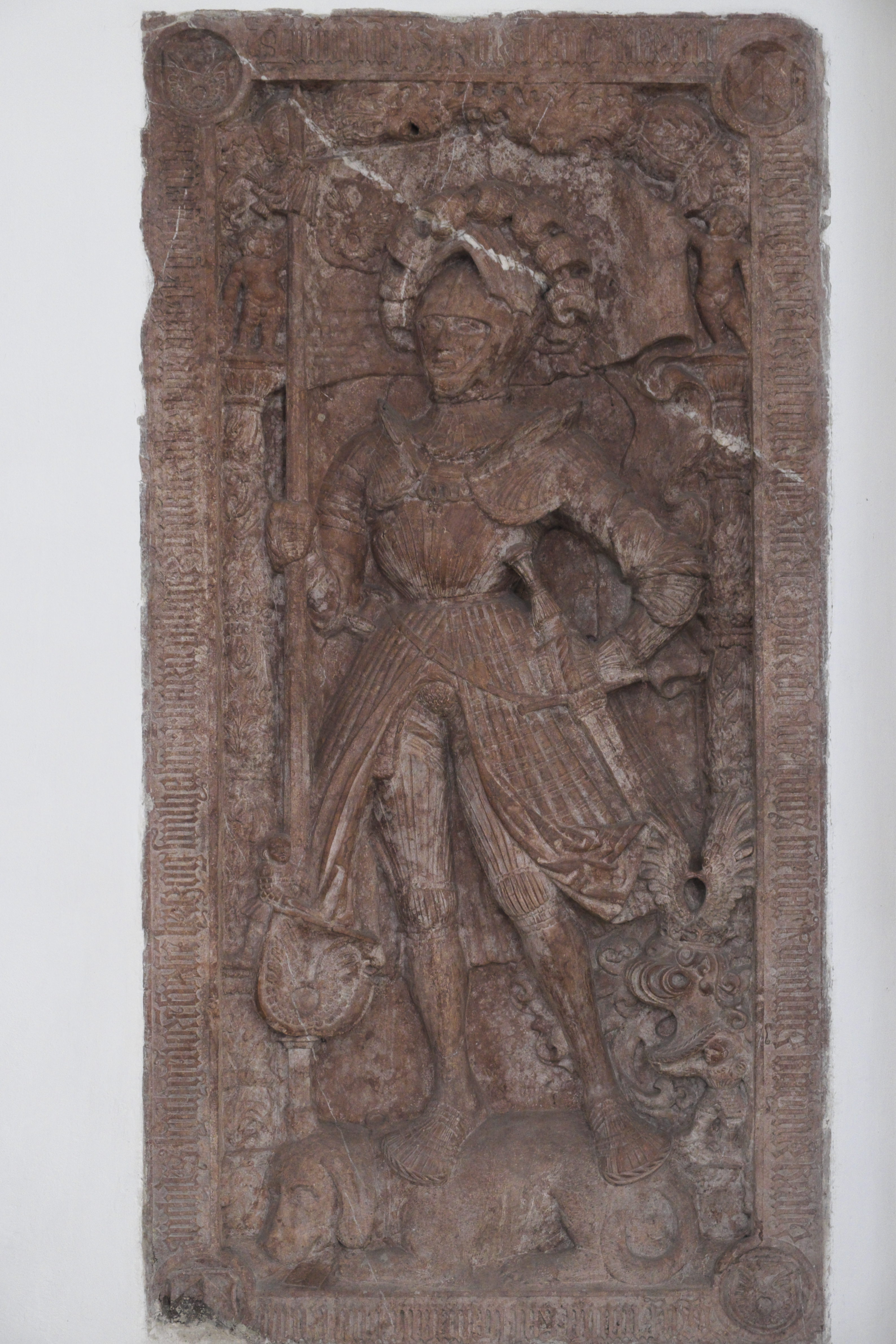
Epitaph für Peter von Altenhaus in der Pfarrkirche St. Jodok in Landshut

Peter von Altenhaus († 11. November 1513) war Rat, Stallmeister und Truchsess Kaiser Maximilians I. sowie Pfleger der Burg Natternberg bei Deggendorf im Dienst Herzog Wilhelms IV.
Der aus einem steiermärkischen Adelsgeschlecht stammende Peter von Altenhaus war in dritter Ehe mit Katharina Daum († 1544) verheiratet. Sie stammte aus einer begüterten Familie in Braunau am Inn. 
Unter der Empore der Pfarrkirche St. Jodok in Landshut befindet sich das Rotmarmorepitaph zur Erinnerung an Peter von Altenhaus, das um 1520 vom Landshuter Bildhauer Stephan Rottaler im Auftrag von Katharina Daum geschaffen wurde. Ihr wesentlich bescheideneres Epitaph befindet sich ebenfalls in der Kirche St. Jodok. 
Peter von Altenhaus ist in Ganzfigur als Ritter mit Rüstung (dem sogenannten Riefelharnisch), Reichsrennfahne und Schwert dargestellt. Das Visier des Helms ist hochgeklappt, sodass die Gesichtszüge zu erkennen sind. Der Ritter steht auf einem Hund, dem Symbol der Treue.